# Jacques Lévèque
Jacques Lévèque (* 1. Oktober 1917; † 16. November 2013) war ein französischer Mittelstreckenläufer und Sprinter.
Bei den Leichtathletik-Europameisterschaften 1938 gewann er hinter Rudolf Harbig über 800 m Silber mit seiner persönlichen Bestzeit von 1:51,8 min und wurde in der 4-mal-400-Meter-Staffel Vierter.
1939 holte er bei den Internationalen Universitätsspielen eine weitere Silbermedaille über 800 m.
1938 wurde er Französischer Meister über 800 m.